# Límite de exposición profesional

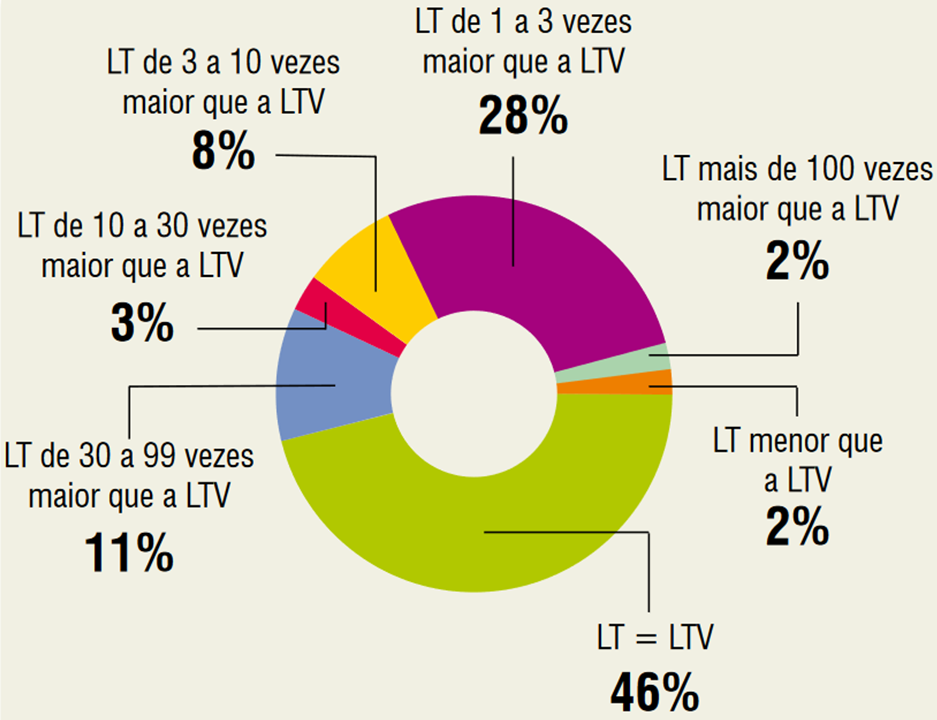
Gráfico del Límite de exposición profesional.

Un límite de exposición profesional es el límite superior aceptable en la concentración en el aire de una sustancia peligrosa en el lugar de trabajo para un material particular o clase de materiales. Son normalmente establecidos por las autoridades nacionales competentes y ejecutados por la legislación para proteger la seguridad y la salud laboral. Puede ser una herramienta en la evaluación del riesgo y en la gestión de las actividades que impliquen la manipulación de las sustancias peligrosas.
El objetivo principal de los límites de exposición profesional (LEP) es evitar que los trabajadores inhalen químicos (vapores, polvo...).
Estos límites no deben utilizarse para valorar la contaminación del medio ambiente, aguas o alimentos, sino únicamente en la práctica de la Higiene Industrial.

### Tipos de límites de exposición profesional
-Valor límite ambiental de exposición diaria (VLA): valores de referencia para la concentración de químicos en el aire.
-Valores límites biológicos (VLB): valores complementarios de los VLA. Son la indicación para tasar la concentración de un químico o un derivado en un fluido biológico.